# Sarah Fairbrother

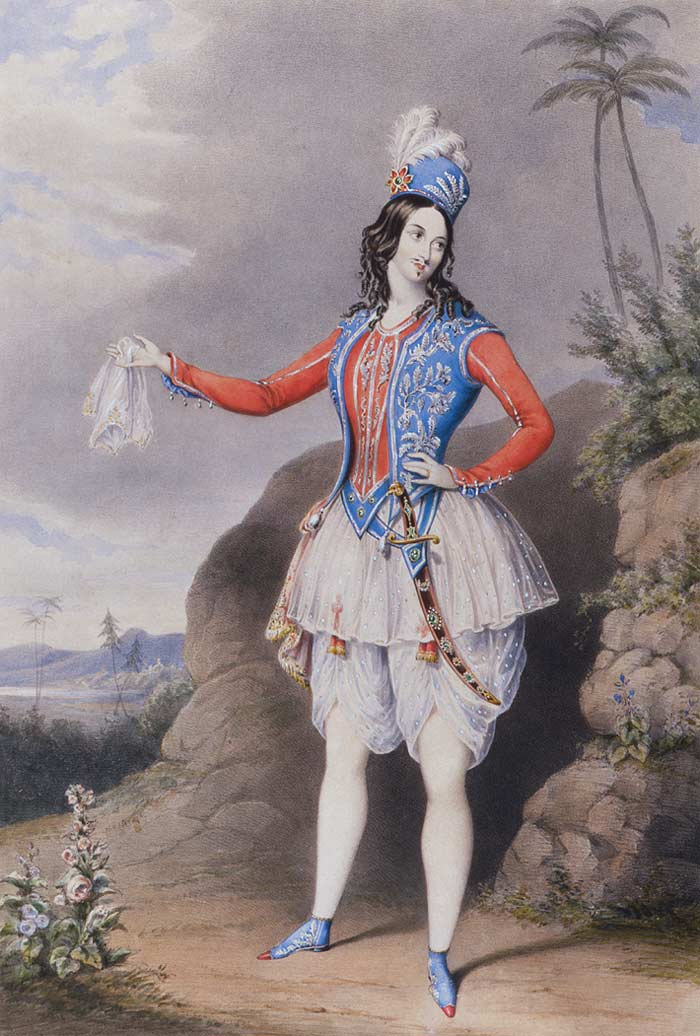
Sarah Fairbrother in der Rolle des Abdullah in der Oper Sesame, um 1844

Sarah Louisa Fairbrother, genannt Mrs. FitzGeorge, (* 1816 in London; † 12. Januar 1890 ebenda) war eine britische Schauspielerin und die Mätresse des Prinzen George, 2. Duke of Cambridge.

## Leben

Sarah Fairbrother, um 1840

Sarah, die sich selbst Louisa nannte, war eine Tochter von John Robert Fairbrother, eines Dieners, der später als Hilfsarbeiter tätig war und dessen Frau Roberta Freeman. Im Jahr 1830 ließ sich Sarah Fairbrother zur Schauspielerin ausbilden und hatte später Anstellungen im Drury Lane, The Lyceum, Royal Opera House und im berühmten Covent Garden Theatre. In dieser Zeit lernte sie ihren zukünftigen Mann kennen.
Am 8. Januar 1847 heiratete die mit dem dritten Kind schwangere Sarah Fairbrother in der St. John's Church in Clerkenwell (London) Prinz George, 2. Duke of Cambridge (1819–1904), einen Sohn von Prinz Adolph Friedrich von Großbritannien, Irland und Hannover, 1. Duke of Cambridge und Prinzessin Auguste von Hessen. Da er zuvor nicht die erforderliche Genehmigung eingeholt hatte und zudem von seinem Onkel William vor dessen Tod als möglicher Gemahl für seine Cousine Königin Victoria ausgewählt worden war, verstieß die Eheschließung gegen den Royal Marriages Act von 1772, so dass die Ehe nach britischem Recht als nicht existent galt. Sarah Fairbrother durfte daher keinen Titel führen, sie war als Mrs. FitzGeorge bekannt.
Aus der gemeinsamen Verbindung gingen drei Söhne, George William Adolphus (1843–1907), Adolphus Augustus Frederick (1846–1922) und Augustus Charles Frederick (1847–1933), hervor. Zudem hatte sie zwei weitere Kinder, Charles Manners Sutton Fairbrother1 (1836–1901) und Louisa Katherine Fairbrother.